# Varangă
Prin varangă se înțelege un element structural din osatura transversală a fundului  navei, care face legătura între coastă, chilă, carlingi și bordajul exterior. Are rol de prim ordin în asigurarea rigidității sistemului structural al fundului și rezistenței acestuia, intrând, împreună cu coastele și traversa corespunzătoare, în compunerea cadrelor transversale ale corpului navei. Se confecționează din tablă de grosimi variabile, discontinue sub diferite forme, ca: varange cadru, varange brachet sau varange intercostale, mai ușoare decât primele și cu rol mai redus în asigurarea rezistenței structurale a fundului navei. 
Varangele etanșe compartimentează transversal spațiul dublului fund în celule etanșe.